# مارفن تشيونغ
مارفن تشيونغ (بالصينية: 張建東) هو قاضي صلح ‏ وشخصية أعمال ومحاسب صيني، ولد في 21 أغسطس 1947 في هونغ كونغ في الصين، وتوفي بنفس المكان في 13 سبتمبر 2014 بسبب ابيضاض الدم.